# Tetramesa ukrainica
Tetramesa ukrainica är en stekelart som beskrevs av Zerova 1965. Tetramesa ukrainica ingår i släktet Tetramesa och familjen kragglanssteklar.
Artens utbredningsområde är:
- Kazakstan.
- Ukraina.

Inga underarter finns listade i Catalogue of Life.